# Andreas Cervin
Andreas Cervin (ur. 31 października 1888 w Okome, zm. 14 lutego 1972 w Göteborgu) – szwedzki sportowiec, olimpijczyk.
Na Igrzyskach wystąpił w ich letniej edycji z 1908 w Londynie, gdzie zdobył złoty medal w drużynowych zawodach gimnastycznych.